# Juan Pablo Villalobos
Juan Pablo Villalobos (Guadalajara, 1973 –), mexikói író.

## Élete
A mexikói Guadalajarában született 1973-ban. Nyolc évig a spanyolországi Barcelonában élt, mielőtt Brazíliába költözött. 2014-ben visszaköltözött Barcelonába.
Marketinget és spanyol irodalmat tanult. Piackutatással foglalkozott, utazási történeteket, valamint irodalom- és filmkritikát publikált.
Jelenleg Spanyolországban él feleségével és két gyermekével.

## Művei
Villalobos első könyvét, a Fiesta en la madriguera-t lefordították portugál, francia, olasz, német, román, holland, angol és magyar nyelvre. Angol fordítása, a Down the Rabbit Hole, Rosalind Harvey tollából 2011 szeptemberében jelent meg az And Other Stories brit kiadó gondozásában. A Down the Rabbit Hole bekerült a 2011-es Guardian First Book Award-ra.
Második regényét, a Quesadillas-t (Si viviéramos en un lugar normal) szintén Rosalind Harvey fordította, és az And Other Stories 2013-ban adta ki.
Harmadik regénye, az I’ll Sell You a Dog (Te vendo un perro) az And Other Stories gondozásában jelent meg 2016-ban.
Negyedik regénye, az I Don't Expect Anyone to Believe Me (No voy a pedirle a nadie que me crea; elnyerte a Herralde-díjat.) az Egyesült Királyságban 2020. április 30-án jelent meg, az Egyesült Államokban pedig 2020. május 5-én.

### Befolyások
Villalobos elmondta, hogy első könyvét Nellie Campobello Cartucho-ja, a mexikói forradalom idején játszódó novellagyűjtemény ihlette.

### Vélemények
Németországban Villalobost az úgynevezett „narko-irodalom” fontos képviselőjeként ismerik el. Fiesta en la madriguera című könyvét „a latin-amerikai macsóság sötét szívéből származó kiábrándult hazai történetnek” nevezik.

## Művei
- Fiesta en la madriguera (Editorial Anagrama, 2010)[16]
- Si viviéramos en un lugar normal (Editorial Anagrama, 2012)
- No estilo de Jalisco (Realejo/Bateia, 2014, portugálul íródott, és csak Brazíliában jelent meg a futball-világbajnokság alkalmából)
- Te vendo un perro (Editorial Anagrama, 2015)
- No voy a pedirle a nadie que me crea (Editorial Anagrama, 2016)[17]
- La invasión del pueblo del espíritu (Editorial Anagrama, 2020)
- Peluquería y letras (Editorial Anagrama, 2022)
- El pasado anda atrás de nosotros (Editorial Anagrama, 2024)

### Magyarul megjelent
- Bunkerzsúr (Fiesta en la madriguera) – Libri, Budapest, 2012 · ISBN 9789633101001 · Fordította: Csuday Csaba

## Fordítás
- Ez a szócikk részben vagy egészben  a   Juan Pablo Villalobos című angol Wikipédia-szócikk fordításán alapul.  Az eredeti cikk szerkesztőit annak laptörténete sorolja fel. Ez a jelzés csupán a megfogalmazás eredetét és a szerzői jogokat jelzi, nem szolgál a cikkben szereplő információk forrásmegjelöléseként.